# Puchar Polski w piłce siatkowej mężczyzn (2009/2010)
Puchar Polski w piłce siatkowej mężczyzn 2009/2010 - 53. sezon rozgrywek o siatkarski Puchar Polski odbywający się od 1932 roku. 

## System rozgrywek
Rozgrywki składały się z 5 rund wstępnych, w których wystąpiły zespoły z I, II i III lig. Drużyny, które zwyciężyły w 5. rundzie zagrały w VI rundzie razem z zespołami z Plusligi z miejsc 5-10. po 9. kolejkach rundy zasadniczej. W ćwierćfinałach rozstawione były kolejne 4 najlepsze zespoły Plusligi.

## Drużyny uczestniczące
| Plusliga 10 drużyn          | Plusliga 10 drużyn | Plusliga 10 drużyn |
| --------------------------- | ------------------ | ------------------ |
| Jastrzębski Węgiel          | zwycięzca          |                    |
| AZS UWM Olsztyn             | ćwierćfinał        |                    |
| Domex Tytan AZS Częstochowa | 6. runda           |                    |
| PGE Skra Bełchatów          | ćwierćfinał        |                    |
| ZAKSA Kędzierzyn-Koźle      | półfinał           |                    |
| AZS Politechnika Warszawska | 6. runda           |                    |
| Asseco Resovia              | finał              |                    |
| Jadar Radom                 | 6. runda           |                    |
| Delecta Bydgoszcz           | półfinał           |                    |
| Pamapol Siatkarz Wieluń     | ćwierćfinał        |                    |

| I liga 10 drużyn         | I liga 10 drużyn | I liga 10 drużyn |
| ------------------------ | ---------------- | ---------------- |
| BBTS Bielsko-Biała       | 4. runda         |                  |
| Avia Świdnik             | 4. runda         |                  |
| GTPS Gorzów Wielkopolski | 3. runda         |                  |
| Energetyk Jaworzno       | 3. runda         |                  |
| AZS Stal Nysa            | 4. runda         |                  |
| Fart Kielce              | 6. runda         |                  |
| Trefl Gdańsk             | 5. runda         |                  |
| Parkiet Hajnówka         | 3. runda         |                  |
| Ślepsk Suwałki           | 3. runda         |                  |
| Morze Bałtyk Szczecin    | 5. runda         |                  |

| niższe ligi 13 drużyn | niższe ligi 13 drużyn |
| --------------------- | --------------------- |
| KPS Skra Bełchatów    | 2. runda              |
| Czarni Rząśnia        | 1. runda              |
| MMKS Łęczyca          | 3. runda              |
| Żubr Białowieża       | 2. runda              |
| Perła Telatyn         | 1. runda              |
| Wilga Garwolin        | 4. runda              |
| As Białołeka          | 1. runda              |
| Wanda Kraków          | 1. runda              |
| MKS MOS Będzin        | ćwierćfinał           |
| Politechnika Opolska  | 2. runda              |
| Grześki Kalisz        | 2. runda              |
| AZS Zielona Góra      | 1. runda              |
| Rosiek Syców          | 3. runda              |

## Rozgrywki

### I runda
| Data       | Drużyna 1            | Wynik | Drużyna 2        | Sety                       |
| ---------- | -------------------- | ----- | ---------------- | -------------------------- |
| 12.09.2009 | KPS Skra Bełchatów   | 3:1   | Czarni Rząśnia   | 26:24, 18:25, 25:22, 25:20 |
| 12.09.2009 | MMKS Łęczyca         |       | wolny los        |                            |
| 12.09.2009 | Żubr Białowieża      | 3:0   | Perła Telatyn    | 25:21, 25:23, 25:20        |
| 12.09.2009 | Wilga Garwolin       | 3:1   | AS Białołeka     | 25:22, 25:22, 19:25, 25:22 |
| 12.09.2009 | Wanda Kraków         | 0:3   | MKS MOS Będzin   | 19:25, 22:25, 20:25        |
| 12.09.2009 | Politechnika Opolska |       | wolny los        |                            |
| 12.09.2009 | Grześki Kalisz       | 3:0   | AZS Zielona Góra | 25:16, 25:19, 25:15        |
| 12.09.2009 | Rosiek Syców         |       | wolny los        |                            |

### II runda
| Data       | Drużyna 1       | Wynik | Drużyna 2            | Sety                              |
| ---------- | --------------- | ----- | -------------------- | --------------------------------- |
| 19.09.2009 | MMKS Łęczyca    | 3:1   | KPS Skra Bełchatów   | 25:22, 25:18, 8:25, 25:14         |
| 19.09.2009 | Żubr Białowieża | 0:3   | Wilga Garwolin       | 20:25, 17:25, 25:27               |
| 19.09.2009 | MKS MOS Będzin  | 3:1   | Politechnika Opolska | 23:25, 25:22, 25:23, 25:19        |
| 19.09.2009 | Grześki Kalisz  | 2:3   | Rosiek Syców         | 15:25, 25:22, 25:19, 19:25, 13:15 |

### III runda
| Data       | Drużyna 1             | Wynik | Drużyna 2          | Sety                              |
| ---------- | --------------------- | ----- | ------------------ | --------------------------------- |
| 07.10.2009 | Avia Świdnik          |       | wolny los          |                                   |
| 07.10.2009 | MMKS Łęczyca          | 0:3   | Fart Kielce        | 17:25, 10:25, 15:25               |
| 07.10.2009 | Ślepsk Suwałki        | 0:3   | Trefl Gdańsk       | 20:25, 21:25, 20:25               |
| 07.10.2009 | Wilga Garwolin        | 3:0   | Pronar Hajnówka    | 28:26, 25:22, 25:20               |
| 07.10.2009 | BBTS Bielsko-Biała    |       | wolny los          |                                   |
| 07.10.2009 | MKS MOS Będzin        | 3:1   | Energetyk Jaworzno | 30:28, 25:19, 31:33, 25:21        |
| 07.10.2009 | Rosiek Syców          | 1:3   | AZS PWSZ Nysa      | 25:22, 16:25, 24:26, 22:25        |
| 07.10.2009 | Morze Bałtyk Szczecin | 3:2   | GTPS Gorzów Wlkp.  | 25:18, 19:25, 20:25, 25:23, 15:12 |

### IV runda
| Data       | Drużyna 1             | Wynik | Drużyna 2          | Sety                       |
| ---------- | --------------------- | ----- | ------------------ | -------------------------- |
| 28.10.2009 | Fart Kielce           | 3:0   | Avia Świdnik       | 25:20, 25:15, 25:20        |
| 28.10.2009 | Wilga Garwolin        | 1:3   | Trefl Gdańsk       | 27:29, 17:25, 25:23, 18:25 |
| 28.10.2009 | MKS MOS Będzin        | 3:0   | BBTS Bielsko-Biała | 25:22, 25:17, 25:20        |
| 28.10.2009 | Morze Bałtyk Szczecin | 3:0   | AZS PWSZ Nysa      | 25:23, 26:24, 25:23        |

### V runda
| Data       | Drużyna 1             | Wynik | Drużyna 2             | Sety                       |
| ---------- | --------------------- | ----- | --------------------- | -------------------------- |
| 02.12.2009 | Fart Kielce           | 3:1   | Trefl Gdańsk          | 25:21, 26:24, 20:25, 25:15 |
| 09.12.2009 | Trefl Gdańsk          | 3:1   | Fart Kielce           | 18:25, 25:15, 25:22, 25:21 |
|            |                       |       |                       |                            |
| 02.12.2009 | Morze Bałtyk Szczecin | 1:3   | MKS MOS Będzin        | 21:25, 25:23, 22:25, 23:25 |
| 09.12.2009 | MKS MOS Będzin        | 3:1   | Morze Bałtyk Szczecin | 25:16, 24:26, 25:17, 25:21 |

### VI runda
| Data       | Drużyna 1                   | Wynik | Drużyna 2                   | Sety                              |
| ---------- | --------------------------- | ----- | --------------------------- | --------------------------------- |
| 19.12.2009 | Fart Kielce                 | 1:3   | Asseco Resovia Rzeszów      | 22:25, 26:24, 29:31, 21:25        |
| 19.12.2009 | AZS Politechnika Warszawska | 1:3   | Pamapol Siatkarz Wieluń     | 24:26, 26:24, 22:25, 22:25        |
| 19.12.2009 | AZS UWM Olsztyn             | 3:2   | Jadar Radom                 | 24:26, 25:23, 25:11, 15:25, 15:12 |
| 19.12.2009 | MKS MOS Będzin              | 3:1   | Domex Tytan AZS Częstochowa | 25:21, 25:22, 25:27, 26:24        |

### Ćwierćfinały
| Data       | Drużyna 1               | Wynik | Drużyna 2               | Sety                       |
| ---------- | ----------------------- | ----- | ----------------------- | -------------------------- |
| 23.12.2009 | Resovia Rzeszów         | 3:0   | Skra Bełchatów          | 25:21, 25:22, 25:23        |
| 03.01.2010 | Skra Bełchatów          | 3:1   | Resovia Rzeszów         | 26:24, 21:25, 27:25, 25:20 |
|            |                         |       |                         |                            |
| 23.12.2009 | Jastrzębski Węgiel      | 3:0   | AZS UWM Olsztyn         | 25:21, 25:22, 25:13        |
| 03.01.2010 | AZS UWM Olsztyn         | 1:3   | Jastrzębski Węgiel      | 20:25, 21:25, 26:24, 23:25 |
|            |                         |       |                         |                            |
| 23.12.2009 | Delecta Bydgoszcz       | 1:3   | Pamapol Siatkarz Wieluń | 29:27, 20:25, 19:25, 23:25 |
| 03.01.2010 | Pamapol Siatkarz Wieluń | 0:3   | Delecta Bydgoszcz       | 21:25, 29:31, 23:25        |
|            |                         |       |                         |                            |
| 23.12.2009 | MKS MOS Będzin          | 0:3   | ZAKSA Kędzierzyn-Koźle  | 15:25, 14:25, 16:25        |
| 03.01.2010 | ZAKSA Kędzierzyn-Koźle  | 3:1   | MKS MOS Będzin          | 20:25, 25:14, 25:20, 25:17 |

### Półfinały
| Data       | Drużyna 1          | Wynik | Drużyna 2              | Sety                       |
| ---------- | ------------------ | ----- | ---------------------- | -------------------------- |
| 23.02.2010 | Resovia Rzeszów    | 3:1   | Delecta Bydgoszcz      | 25:20, 25:23, 14:25, 25:20 |
| 23.02.2010 | Jastrzębski Węgiel | 3:0   | ZAKSA Kędzierzyn-Koźle | 25:21, 29:27, 25:18        |

### Finał
| Data       | Drużyna 1       | Wynik | Drużyna 2          | Sety                              |
| ---------- | --------------- | ----- | ------------------ | --------------------------------- |
| 24.02.2010 | Resovia Rzeszów | 2:3   | Jastrzębski Węgiel | 22:25, 25:22, 23:25, 25:22, 13:15 |